# Соломатин, Борис Александрович
Бори́с Алекса́ндрович Солома́тин (31 октября 1924 года, Одесса, Украинская ССР, СССР — 21 декабря 2005 года Москва, Россия) — советский разведчик, генерал-майор. За почти сорок лет службы во внешней разведке возглавлял резидентуры в Дели, Вашингтоне, Нью-Йорке и Риме, являлся заместителем начальника внешней разведки (1968—1971), советником председателя КГБ СССР.

## Биография
Родился в семье военнослужащего, мать занималась домашним хозяйством.
Среднюю школу окончил в годы Великой Отечественной войны в Тбилиси.
С июня 1942 года курсант Тбилисского артиллерийского училища (ускоренная шестимесячная подготовка).
На фронте командир взвода полковой артиллерии, был помощником начальника батальонной и полковой разведки.
Участвовал в битве на Курской дуге, затем в составе 1-го и 2-го Белорусских фронтов освобождал Минск и Белосток, с боями прошел Восточную Пруссию.
В звании старшего лейтенанта встретил Победу.
В 1946 году демобилизовался из армии и поступил в Московский институт международных отношений (МГИМО), который окончил в 1951 году, юрист-международник.
С 1951 года сотрудник Комитета информации при МИД СССР (внешней разведки).
Окончил Высшую разведшколу (группа японского языка).
1954—1958 — командировка в Индию в качестве оперработника. Атташе, второй секретарь посольства СССР в Индии.
1959 год — обучение на курсах усовершенствования (Москва).
1960—1963 — вторая командировка в Индию. «Легальный» резидент КГБ в Дели.
1963—1965 — работа в центральном аппарате внешней разведки в Москве в отделе, курирующем США.
1965—1968 — командировка в США. Главный «легальный» резидент КГБ в Вашингтоне. В течение почти 20 лет, в самый разгар холодной войны, руководил важнейшими разведывательными операциями КГБ против США. В 1967 году завербовал Джона Уокера, что позднее было названо крупнейшим провалом в системе безопасности США. В числе завербованных Соломатиным военный моряк США Гленн Майкл Соутер, передавший КГБ документальную информацию о военно-стратегических планах США в Средиземноморье, на Ближнем Востоке и в других регионах, сценарии учений с применением ядерного оружия.  
1968—1971 — заместитель начальника Первого Главного управления КГБ СССР.
1971—1975 — заместитель постоянного представителя СССР при ООН. «Легальный» резидент КГБ в Нью-Йорке. Сменил его Дроздов, Юрий Иванович.
С 1975 года — «Легальный» резидент КГБ СССР в Риме. На этой должности в 1980 году принял участие в вербовке Глена Соутера.
С 1988 года в отставке.
«Ю. В. Андропов называл Соломатина „классиком разведки“. В среде разведчиков за ним прочно закрепились и другие прозвища: „боевой оперативник“, „волк с мертвой хваткой“, „живая легенда“.» 
«Этот человек причинял нам серьезные неприятности всюду, где бы он ни работал. Его считают, вероятно, одним из лучших оперативников, которые когда-либо служили в КГБ. Трудно оценить масштабы урона, который он нанес Соединенным Штатам», — так писал о нем в 1995 году американский журнал «Вашингтон пост мэгэзин» со ссылкой на мнение руководителей американских спецслужб.
Отставной помощник директора ФБР по разведке Филип Паркер (Philip Parker) назвал Соломатина «сущим наказанием».

## Награды
- Два ордена Красного Знамени
- Орден Отечественной войны I степени
- Орден Трудового Красного Знамени
- Два ордена Красной Звезды
- Знак «Почётный сотрудник госбезопасности»
- Знак «За службу в разведке»
- Медали

## Семья
Отец — Соломатин Александр Георгиевич (1895—1959), полковник.
Мать — Соломатина (Камбуленко) Варвара Васильевна (1905—1984).
Жена — Соломатина (Савушкина) Вера Михайловна, историк-американист.
Дочери Татьяна и Ольга.
Внук Егор.